# Atargatis (gruppo musicale)
Atargatis è un gruppo musicale symphonic metal tedesco, formatosi nel 1997 a Ratisbona.

## Formazione
- Stephanie Luzie – voce
- Artur Vladinovskij – chitarra
- Lord Lornhold – basso, voce in sottofondo
- Tialupa - violino
- Shadrak – batteria

## Discografia
Album in studio
- 2006 - Wasteland
- 2007 - Nova

EP
- 1999 - Alba Gebraich
- 2002 - Accurst from the Deep
- 2004 - Divine Awakening